# 山下貴子
山下 貴子（やました たかこ ）は、日本のマーケティング研究者。同志社大学大学院ビジネス研究科教授。日本商業学会賞、日本FP学会賞等受賞。

## 人物・経歴
1998年神戸大学大学院経営学研究科日本企業経営専攻博士課程後期課程修了、博士（商学）。指導教官は田村正紀。
東京大学大学院総合文化研究科国際社会科学専攻博士後期課程単位取得退学後、2012年博士（学術）。指導教官は松原隆一郎。
流通科学大学商学部教授、ヴァージニア大学ダーデン・ビジネススクール客員研究員、同志社大学大学院ビジネス研究科教授等を経て、同志社大学大学院ビジネス研究科長。
1999年日本商業学会学会賞（論文賞）受賞。2007年日本FP学会学会賞（優秀論文賞）受賞。2010年日本FP学会学会賞（奨励賞）受賞。
2005年兵庫県立考古博物館事業策定委員会委員。2008年神戸市物価安定市民会議委員。2010年神戸市勤労者福祉共済審議会委員。2015年神戸市消費生活会議委員、神戸市消費者苦情処理審議委員会委員、2020年神戸いきいき勤労財団理事、2023年神戸市産業振興財団評議委員。
、

## 著作
- 『リーマン・ショック後の金融資産選択行動』流通科学大学学術研究会 2010年
- 『金融行動のダイナミクス : 少子高齢化と流通革命』千倉書房 2011年